# Кучукбай
Кучукбай (Кучук-Бай) — река в Казахстане и России, протекает по Актюбинской области Казахстана и Оренбургской области России. Устье реки находится в 27 км от устья Киялы-Бурти по левому берегу, у посёлка Новый Кувандыкского района Оренбургской области. Длина реки составляет 30 км. В 10 км от устья впадает левый приток Корааша. В нижнем течении по реке проходит граница России и Казахстана.

## Данные водного реестра
По данным государственного водного реестра России, относится к Уральскому бассейновому округу, водохозяйственный участок реки — Урал от города Орск до впадения реки Сакмара, речной подбассейн отсутствует. Речной бассейн реки — Урал (российская часть бассейна).
Код объекта в государственном водном реестре — 12010000812112200004294.